# Лидовка (Приморский край)
Ли́довка — село в Дальнегорском городском округе Приморского края.

## Этимология
Основано переселенцами из белорусского города Лида, отсюда и название.

## География
Село Лидовка расположено на левом берегу реки Лидовка, до Японского моря расстояние около 1 км.
Лидовка стоит на автодороге Рудная Пристань — Пластун, к северу от Рудной Пристани.
Расстояние до Рудной Пристани 13 км, до Дальнегорска 48 км.

## Население
| 1912 | 1915 | 1926 | 2002 | 2010 |
| ---- | ---- | ---- | ---- | ---- |
| 273  | ↘269 | ↗319 | ↘113 | ↘76  |

## Улицы
В селе имеются три улицы: Акимахи, Козлова и Молодёжная.

## Экономика
Жители занимаются сельским хозяйством.